# Jelše pri Otočcu
Jelše pri Otočcu este o localitate din comuna Novo mesto, Slovenia, cu o populație de 53 de locuitori.